# Паспорт громадянина Чорногорії
Паспорт громадянина Чорногорії (чорн. pasoš / пасош) — документ, який уряд Чорногорії видає своїм громадянам для посвідчення особи та громадянства при міжнародних подорожах. Паспорт видає Міністерство внутрішніх справ або, якщо громадянин перебуває за кордоном, посольство. Громадяни не можуть мати одночасно декілька паспортів, окрім коли вони з різних категорій.

## Історія
Вперше в Чорногорії паспорти видавались у 18-му сторіччі князем-єпископом Василем III Петровичем. В паспортах які він видавав вказувалась етнічна приналежність, чого не було в пізніших чорногорських паспортів. До цього, під час правління князя-єпископа Петра I Петровича видавався паспортний документ у винятковому порядку тим, хто хотів відвідати іноземні країни.
Під час свого правління князь-єпископ Василь III Петрович видавав спеціальні "Чорногорські листи проїзду". В ньому вказувалась національність власника, а також його належність до клану. Пізніше, Василь III Петрович встановив для цього документу назву "Чорногорський паспорт". Його важливою частиною був герб Цетиньської митрополії: двоголовий білий орел з розпростертими крилами, християнським хрестом між його головами, та лев, який проходить під орлом, все це на червоному фоні. Із секуляризацією Чорногорії, після якої вона в середині 19-го сторіччя перетворилась на Князівство Чорногорію під правлінням князя Данила І Петровича Негоша, до паспорта були додані вказання релігійної приналежності та текстовий опис зовнішності власника, з метою запобігання шахрайства. Попередній герб був замінений на герб князя Данила: лев був переміщений на червоний щит на грудях орла, а між головами орла була поміщена корона. Паспорти, які видавав князь Нікола I Петрович, суттєво відрізнялись від попередніх зовнішнім виглядом, а також більше не містили вказання етнічної приналежності. Такими самими були невизнані паспорти, які видавав уряд Чорногорії у вигнанні в 1919 році, після захоплення країни Сербією.
Після розпаду Югославії, паспорти видавались відповідно до "Закону про дорожні документи громадян Югославії", який набув чинності 26 липня 1996 року, хоча країна почала існувати ще в 1992 році. Вони були темно-синього кольору, мали напис зверху "Савезна Република Југославија", а знизу слово "паспорт" сербською кирилицею, англійською та французькою, між ними герб Югославії. Після реструктуризації Югославії у Державний союз Сербії та Чорногорії в 2003 році, зовнішній вигляд паспортів не змінився через очікуваний розпад союзу, який дійсно трапився у 2006 році.
Після проголошення незалежності Чорногорії в 2006 році, громадяни нової держави до 2008 року використовували однакові із Сербією паспорти, єдиною відмінністю був державний орган, який їх видавав. 30 листопада 2006 року був підписаний "Меморандум про взаєморозуміння між Республікою Чорногорія та Республікою Сербія щодо консульського захисту та послуг громадянам Чорногорії". За цією угодою Сербія через свою мережу дипломатичних місій надає консульські послуги громадянам Чорногорії в державах, де в Чорногорії нема власної дипломатичної місії.
1 січня 2010 року уряд Чорногорії офіційно визнав недійсними всі небіометричні паспорти, навіть якщо строк їх дії мав закінчитись після 1 січня 2010. Через це власники таких паспортів мали подати заявку на отримання нового біометричного паспорта щоб мати можливість подорожувати.

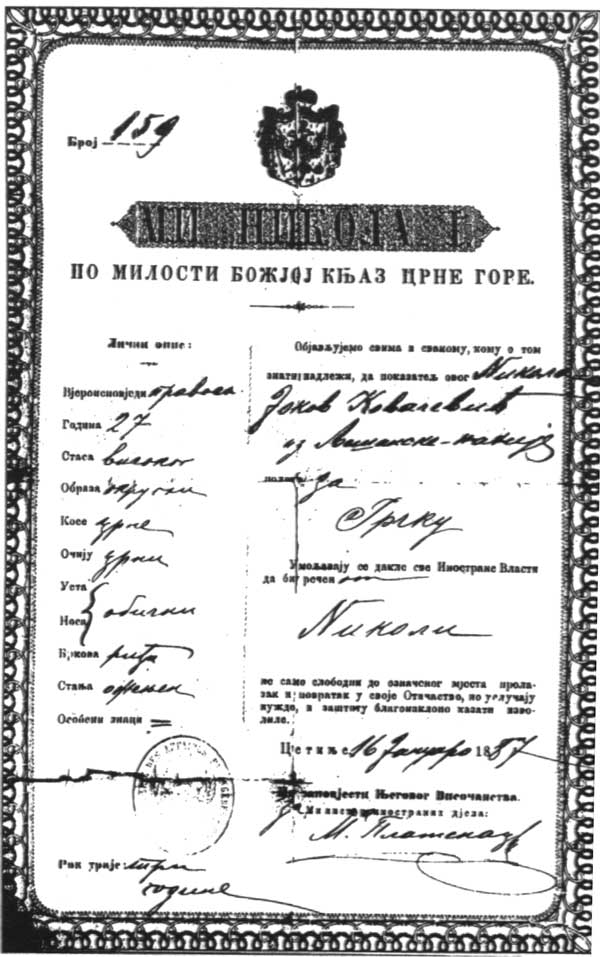
Паспорт, який видавався у Чорногорії в 1887 році (до появи фотографії, замість неї був текстовий опис власника).
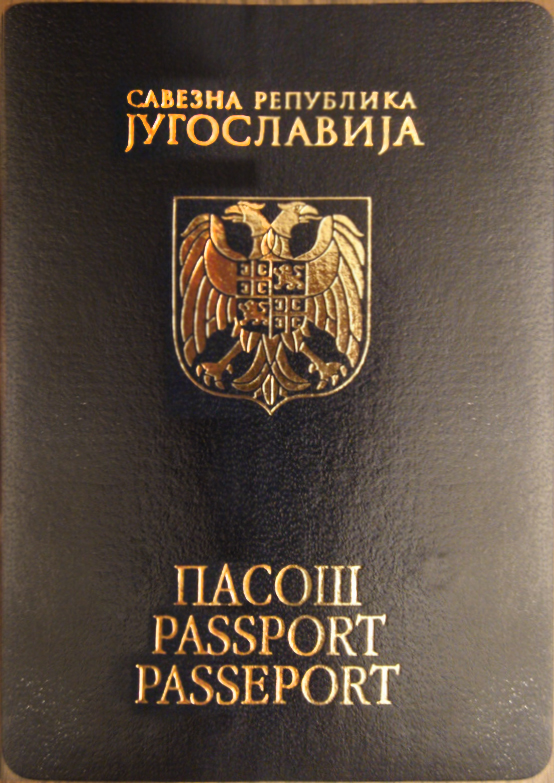
Паспорт Союзної Республіки Югославія (1992-2003).
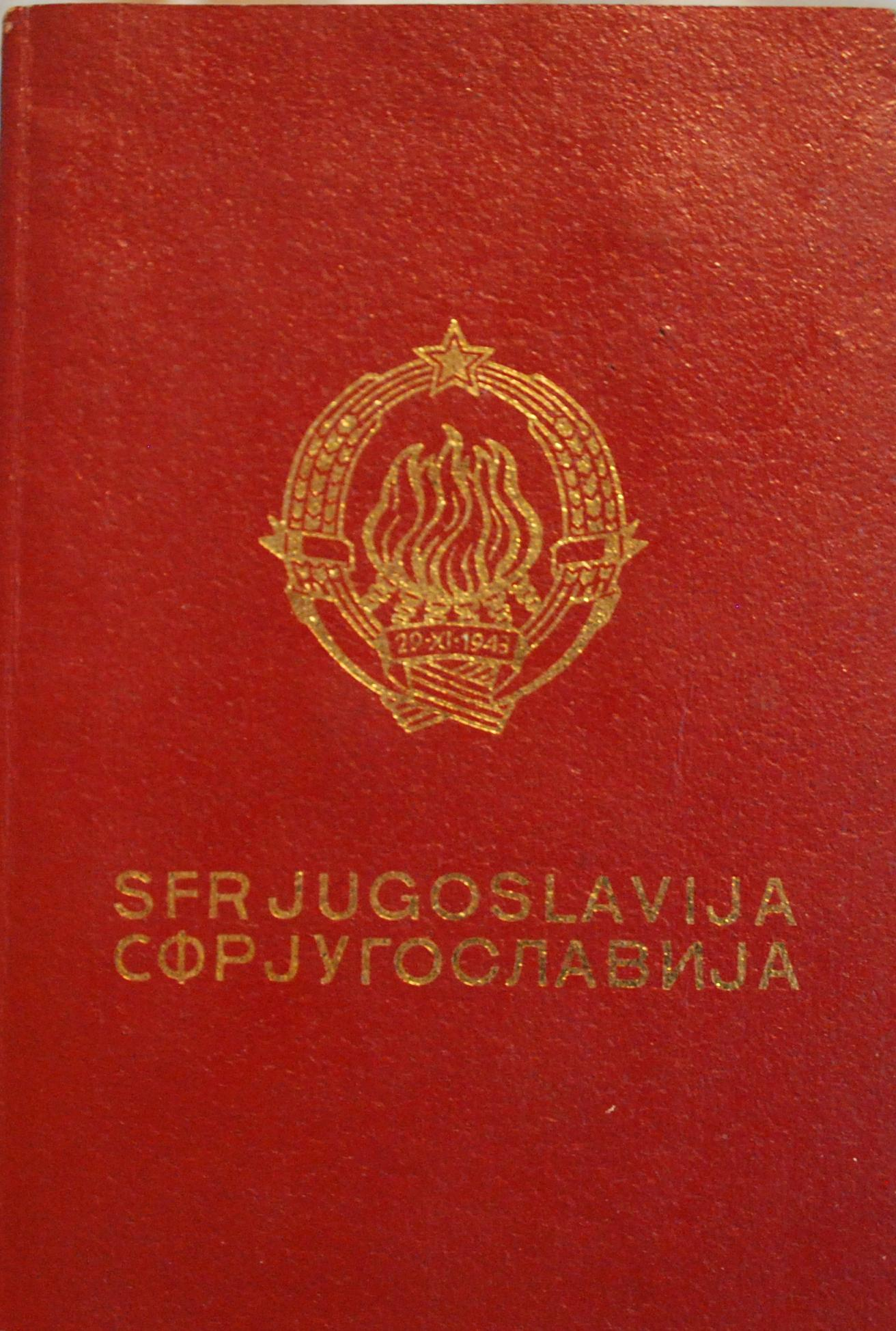
Паспорт СФР Югославії.

## Зовнішній вигляд
Нинішні паспорти бордового кольору з гербом Чорногорії. Вся інформація в паспорті надрукована чорногорською, англійською та французькою мовами. На відміну від паспортів, які видавались всю попередню історію Чорногорії та використовували і кирилицю, і латиницю, в нинішніх паспортах використовується лише латиниця.
В паспорті наявні такі дані:
- Код країни ("MNE", від англійського слова "Montenegro")
- Національність ("MNE")
- Тип документа ("P", що означає "паспорт")
- Серійний номер паспорта
- Ім'я власника
- Місце народження
- Дата народження (dd.mm.yyyy)
- Стать
- Національний ідентифікаційний номер (чорн. JMBG, Jedinstveni matični broj građana)
- Дата видачі (dd.mm.yyyy)
- Дата закінчення терміну дії (dd.mm.yyyy)
- Державний орган, який видав паспорт (зазвичай Міністерство внутрішніх справ Чорногорії)
- Підпис і фотографія власника

Інформація закінчується машиночитабельною зоною, в головну сторінку також вбудований RFID-чіп.

## Типи паспортів
- Звичайний паспорт видається всім громадянам і має термін дії тривалістю 10 років.
- Дипломатичний паспорт видається міністерством закордонних справ дипломатам, високопосадовцям, членам парламенту та іншим особам, які здійснюють поїздки з офіційних державних справ, а в деяких випадках безпосереднім членам родин вищезазначених.
- Службовий паспорт є ідентичним до дипломатичного, окрім того що він не забезпечує дипломатичний імунітет. Він видається посадовцям середньої або нижньої ланки, а також недипломатичному персоналу посольств та консульств.
- Колективний паспорт видається групам громадян, які подорожують разом. Діє лише для однієї поїздки за кордон. Часто використовується для полегшення видачі віз та зменшення адміністративних внесків, якщо багато членів групи не мають особистих паспортів. Основними користувачами таких паспортів є школи і туристичні агенції. Колективні паспорти можуть використовуватись для подорожей тільки до певних, зазвичай сусідніх, країн. Деякі країни, які не визнають колективні паспорти як засіб ідентифікації особистості, все одно видають колективні візи, але ставлять штампи до індивідуальних паспортів. Всі члени групи повинні перетинати кордон разом і брати участь в одній організованій поїздці.

## Візові вимоги до чорногорських громадян
Станом на квітень 2020 року громадяни Чорногорії мають безвізовий доступ до 78 країн та територій, ще 45 дозволяють отримувати візу по прибуттю, 75 країн та територій вимагають завчасного отримання візи. Це ставить чорногорський паспорт на 34-те місце серед всіх (разом із паспортами Тонги, Кірибаті, Північної Македонії та Грузії), за версією «Global Passport Power Rank».